# А снег идёт
«А снег идёт» — популярная песня композитора Андрея Эшпая на стихи Евгения Евтушенко, написанная для кинофильма «Карьера Димы Горина», выпущенного в прокат в 1961 году.

## История
А снег идёт, а снег идёт,

И всё вокруг чего-то ждёт.

Под этот снег, под тихий снег

Хочу сказать при всех:

   «Мой самый главный человек,

   Взгляни со мной на этот снег.

   Он чист, как то, о чём молчу,

   О чём сказать хочу».
Съёмки фильма «Карьера Димы Горина» начались в 1960 году, а его выход на экраны состоялся в 1961 году. Режиссёрами фильма были студенты ВГИКа Фрунзе Довлатян и Лев Мирский — это была их совместная дипломная работа. Для работы над музыкой пригласили композитора Андрея Эшпая. Эшпай вспоминал, что для песни, которая должна была прозвучать в фильме, он написал «лёгкую мелодию» и отправился с ней к поэту Евгению Евтушенко: «Я сыграл песню, ему понравилось, и он стал писать стихи, прочёл мне стихи: „Ну как?“ — „Потрясающе!“ Такой у нас был разговор».
В фильме рассказывается о сотруднике сберкассы Диме Горине (актёр Александр Демьяненко), который по воле обстоятельств попадает в тайгу к строителям линии электропередачи и находит там свою любовь — Галю Берёзку (Татьяна Конюхова). Песня «А снег идёт», которую в фильме исполнила Майя Кристалинская, звучит во время новогоднего застолья, пробиваясь сквозь шум разговоров и праздничных тостов. Конец песни вообще не слышен — он заглушается голосом Владимира Высоцкого, который исполнил эпизодическую роль шофёра Софрона.
Мотив песни «А снег идёт» был использован Эшпаем в джазовой фантазии «Зимний дивертисмент», которая прозвучала на международном музыкальном фестивале «Московская осень» в 2015 году — в год 90-летия композитора.

## Отзывы
В книге о творчестве Эшпая музыковед Людмила Новосёлова приводила песню «А снег идёт» как пример плодотворного сотрудничества композитора с поэтами-песенниками в кинематографе. По поводу первой строки песни она писала: «…у кого эти слова не вызывают в памяти задушевную мелодию, так верно передающую переживания влюблённого, немного чудаковатого героя из фильма „Карьера Димы Горина“?».
В 2011 году, когда отмечалось 50-летие со времени создания песни «А снег идёт», журналист Александр Казакевич писал, что за полвека она «ни капельки не состарилась» — «сами создатели не ожидали от песни такого долголетия». По словам Казакевича, «мотив этой песни из тех, который, услышав случайно, напеваешь потом весь день».
Пианист Денис Мацуев писал, что песня «А снег идёт» — «хит на все времена». По его словам, в простоте таких мелодий, как у этой песни, «заложена настоящая гениальность».

## Исполнители
За свою историю, начиная с исполнения Майи Кристалинской в фильме «Карьера Димы Горина», песня «А снег идёт» входила в репертуар многих известных певцов и певиц, таких как Жанна Агузарова, Анжелика Варум, Валерий Сюткин, Екатерина Гусева и другие. Её также исполняли польский певец Ежи Поломский и итальянская певица Норис Де Стефани.